# Fleury, Aude

Fleury este o comună în departamentul Aude din sudul Franței. În 1 ianuarie 2022 avea o populație de 4.071 de locuitori.